# ستيبان رودنيتسكي
ستيبان رودنيتسكي (بالأوكرانية: Степа́н (Стефан) Льво́вич Рудни́цький، بالإنجليزية: Stepan Rudnytsky، بالروسية: Степан Львович Рудницкий، بالفرنسية: Stepan Rudnytsky) (3 ديسمبر 1877- 3 نوفمبر 1937) كان جغرافيًا أوكرانيًا، وأستاذًا في معهد خاركيف للتعليم الشعبي، ومديرا للمعهد الأوكراني للأبحاث العلمية في الجغرافيا ورسم الخرائط.. كان معروفاً بأعماله في تحديد جيولوجيا أوكرانيا.

## الحياة
في 3 ديسمبر 1877، وُلِد ستيبان رودنيتسكي في برزيميسل ببولندا. شجعته والدته على تعلم اللغتين الألمانية والأوكرانية. من عام 1895 إلى 1899، تابع تعليمه في جامعة لفيف الوطنية. من عام 1899 إلى 1901، واصل تعليمه في جامعة فيينا. بعد أن أكمل دراسته، قام ستيبان رودنيتسكي بالتدريس في مدرسة ثانوية في ترنوبل بين عامي 1902 و1908. ألقى لاحقًا محاضرات في جامعة لفيف. خلال هذه الفترة، قام بتأليف كتابا من مجلدين بعنوان "جغرافيا أوكرانيا المختصرة" نُشر في عامي 1910 و1914.

## الوفاة
في 33 سبتمبر 1933، ألقي القبض على ستيبان رودنيتسكي. حُكم عليه بالسجن لمدة خمس سنوات. تم اعتقال طلابه أيضًا. كما حُكم عليه أيضًا بالعمل القسري في قناة البحر الأبيض إلى بحر البلطيق. في عام 1935، تم نقله إلى جزر سولوفيتس. في 9 أكتوبر 1937، حكم عليه بالإعدام. في 3 نوفمبر، تم إعدامه رمياً بالرصاص. كان إعدامه جزءًا من القمع الجماعي ضد المثقفين الأوكرانيين.
في عام 1965، تم الإعتراف رسميًا من قبل السلطات السوفيتية؛ بأن التهم الموجهة إلى ستيبان رودنيتسكي لا أساس لها من الصحة. بعد رد الاعتبار القضائي لستيبان رودنيتسكي، بدأت أعماله تحظى بالاعتراف من قبل العلماء والمؤرخين باعتباره شخصية أساسية في الجيولوجيا الأوكرانية.